# زیرتپه علی‌آباد (لوآب)
زیرتپه علی‌آباد (لوآب) مربوط به دوران پیش از تاریخ ایران باستان - است و در شهرستان دورود، بخش سیلاخور، روستای علی‌آباد واقع شده و این اثر در تاریخ ۲۴ اسفند ۱۳۸۳ با شمارهٔ ثبت ۱۱۶۹۱ به‌عنوان یکی از آثار ملی ایران به ثبت رسیده است.